# Fred van Dorp
Alfred Carel van Dorp, detto Fred (Giacarta, 13 ottobre 1938 – 9 novembre 2023), è stato un pallanuotista olandese.

## Biografia
Ha partecipato, come membro del Paesi Bassi, alle Olimpiadi di Roma 1960, di Tokyo 1964 e di Città del Messico 1968.
Ha avuto l'onore di portare la bandiera nazionale dei Paesi Bassi alle cerimonie di apertura e chiusura delle Olimpiadi estive del 1968, diventando l'undicesimo giocatore di pallanuoto ad essere un portabandiera alle cerimonie di apertura e chiusura delle Olimpiadi.
Era il fratello di Tony van Dorp, pallanuotista olimpico statunitense, contro il quale giocò contro nei Giochi del 64 e 68.